# Jahangirabad
Jahangirabad là một thành phố và là nơi đặt ban đô thị (municipal board) của quận Bulandshahr thuộc bang Uttar Pradesh, Ấn Độ.

## Địa lý
Jahangirabad có vị trí 25°26′B 81°52′Đ / 25,43°B 81,87°Đ Nó có độ cao trung bình là 68 mét (223 feet).

## Nhân khẩu
Theo điều tra dân số năm 2001 của Ấn Độ, Jahangirabad có dân số 51.369 người. Phái nam chiếm 53% tổng số dân và phái nữ chiếm 47%. Jahangirabad có tỷ lệ 51% biết đọc biết viết, thấp hơn tỷ lệ trung bình toàn quốc là 59,5%: tỷ lệ cho phái nam là 61%, và tỷ lệ cho phái nữ là 39%. Tại Jahangirabad, 17% dân số nhỏ hơn 6 tuổi.